# Gespräche mit verrückten Frauen
Gespräche mit verrückten Frauen (Originaltitel: Dialogues with Madwomen) ist ein Dokumentarfilm von Allie Light aus dem Jahr 1994, der sich mit psychischen Erkrankungen bei Frauen befasst. Er zeigt Interviews mit sieben Frauen, darunter die Filmemacherin selbst, bei denen verschiedene psychische Störungen diagnostiziert wurden.

## Produktion und Veröffentlichung
Das Budget betrug 63.000 US-Dollar, von denen 20.000 US-Dollar aus Spenden und 43.000 US-Dollar durch Allie Light und ihren Mann Irving Saraf aufgebracht wurden. Produziert wurde der Film durch ihre Firma Light-Saraf Films. Die Interviews stammen aus dem Jahr 1991. Wegen des gewaltsamen Todes einer der Frauen war Allie Light die weitere Arbeit am Film über ein Jahr lang nicht möglich, und sie stellte ihn erst später fertig.
Der Film wurde erstmals im Januar beim Sundance Film Festival 1994 gezeigt und erschien in den USA am 3. Juni 1994, in Australien am 10. September 1994 und im Vereinigten Königreich am 19. Oktober 1994. Später wurde er im Fernsehen in der Serie POV des Public Broadcasting Service (PBS) ausgestrahlt. In Deutschland wurde er am 18. Mai 1995 im Kino uraufgeführt, lief am 19. Juli 1996 im Fernsehen auf 3sat und erschien am 21. April 1997 auf Video. Der Vertrieb erfolgt über Women Make Movies.

## Inhalt und Aufbau
Im Film schildern sieben Frauen ihre Erfahrungen mit bipolaren Störungen, dissoziativen Identitätsstörungen, Schizophrenie, selbstverletzendem Verhalten, alkoholkranken und missbräuchlichen Eltern, Genesungen sowie Erinnerungen und Erlebnisse aus ihrem Leben. „Sie erzählen von ihren Familienverhältnissen, ihren Wahnvorstellungen, ihren Diagnosen und Medikamenten, ihrer Rückkehr in die Welt der Normalen“.
So berichtet R.B., eine afroamerikanische Frau, von Studienabbruch und Obdachlosigkeit, nachdem sie vergewaltigt wurde, die manisch-depressive Hannah Ziegellaub von ihren Weltrettungsfantasien und ihrer Besessenheit von Bob Dylan. DeDe Bloom beschreibt ihren Glauben an die katholische Kirche und ihre Selbstverletzungen, und Susan Pedrick die Misshandlungen, denen sie bereits als Kind ausgesetzt war. Karen Wong spricht von erfahrenem Rassismus und Ausgrenzung, Mairi McFall über ihre durch sexualisierte Gewalt entstandenen verschiedenen Persönlichkeiten. Allie Light erzählt von ihren 1963 erstmals aufgetretenen Depressionen und der damit einhergehenden Interesselosigkeit an ihrem häuslichen Leben, die sie veranlasste, sich stationär behandeln zu lassen, sowie den Verhaltensänderungsversuchen ihres Arztes, der ihren Wochenendheimurlaub nur bewilligte, wenn sie sich verpflichtete, währenddessen einen Truthahn zuzubereiten oder alle Böden zu wischen. Sie thematisiert auch die damalige Scham, in einer psychiatrischen Einrichtung sein zu müssen. Die meisten der Frauen erzählten, „dass Psychiater, Ärzte, medikamentöse Therapien und institutionelle Erfahrungen eher desorientierend als hilfreich“ gewesen seien.
Teilweise werden kurze, bruchstückhafte Einblicke in das gegenwärtige Leben der Frauen zur Zeit der Interviews gegeben. „Während ihre ‚Genesung‘ offensichtlich ein fortlaufendes Projekt ist, scheinen die meisten einigermaßen ihr Alltagsleben zu bewältigen.“ So erfährt man, dass R.B. Musik machte, Hannah Ziegellaub als Künstlerin tätig war, Allie Light Filme machte, DeDe Bloom Homöopathie studierte und lesbisch lebte, Mairi McFall an einem Punkt angelangt war, an dem sie sich nicht mehr in weitere Persönlichkeiten aufspalten musste, und Karen Wong sich politisch engagierte. Am Ende des Films erfahren die Zuschauenden, dass Wong kurz nach dem Interview ermordet wurde.
Die Interviews wechseln mit dramatischen Visualisierungen der Geschichte, der Emotionen und der Träume der einzelnen Frauen. Die sozialen Dimensionen und psychischen Erkrankungen von Frauen werden durch Aussagen über sexualisierte Gewalt, sexuellen Missbrauch von Kindern, Rassismus und Homophobie, den Missbrauch durch das medizinische Establishment, die Familie und die Kirche ergänzt.
Gekonnt wird der Fokus des Talking Head Shot aufgebrochen, indem Vorfälle, Halluzinationen und psychische Zustände der interviewten Frauen „durch stille dramatisierte Segmente, Archivmaterial, Standbilder und Kunstwerke veranschaulicht“ werden. Für den Film stellten einige der Frauen auch eigene Fotos aus ihrer Kindheit und Jugend zur Verfügung. Die meisten der Visionen und  Vorstellungen der Frauen wurden durch Schauspielerinnen in symbolhaften Bildern dargestellt, die wenigsten spielten sich selbst. Der Film verzichtet auf erklärende Einordnungen psychischer Erkrankungen oder Kritik an Behandlungen.

## Hintergrund

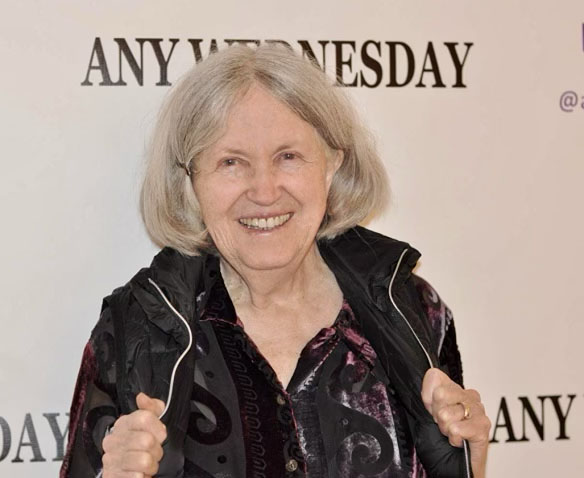
Allie Light, 2023

In Allie Lights Film wird nur ein kleiner Ausschnitt aus dem Leben der sieben Darstellerinnen gezeigt, der Fokus liegt auf den vergangenen Erfahrungen und dem heutigen Umgang damit. „Soziografisch bilden sie einen Querschnitt durch die Bevölkerungsgruppen der USA: eine Schwarze, eine Chinesin, fünf Weiße, eine davon Jüdin, zwei lesbisch“. Unter den sieben Frauen sind auch die Filmemacherin Allie Light und die Koproduzentin des Films, Karen Wong.
Nach den Klinikaufenthalten wegen Depressionen studierte Allie Light, wurde Dozentin für Frauenstudien und unterrichtete am College. Außerdem wurde sie Filmemacherin und gründete mit ihrem Mann zusammen eine Filmproduktionsfirma. Ihr Film Im Schatten der Stars gewann 1992 den Oscar als Bester Dokumentarfilm. Gespräche mit verrückten Frauen entstand unter anderem aus ihrem wachsenden Bedürfnis, ihre eigene Geschichte zu erzählen.
Durch ihre Lehrtätigkeit am Laney College in Oakland kannte Light zwei der interviewten Frauen. Hannah Ziegellaub war früher als Tutorin für Lights Kurse tätig und DeDe Bloom war eine Schülerin Lights, die auf deren Bitte für den Film aus ihrem damaligen Wohnort Juneau in Alaska anreiste und danach in Oakland homöopathische Medizin studierte. Mairi McFall, Bibliothekarin in Oakland, die vor dem Film mit Allie Light gut bekannt war, bekundete ihr Interesse, darin mitzuwirken, verbunden mit der Eröffnung, multipel zu sein. Susan Pedrick wurde von ihrem langjährigen Therapeuten, der mit Light und Saraf befreundet war, auf den Film hingewiesen. R.B. kam über gemeinsame Freunde zur Mitwirkung am Film. Sie hatte ein Jurastudium an der Stanford University abgeschlossen und die Zulassung als Rechtsanwältin erhalten, arbeitete aber hauptsächlich für Kunstorganisationen und hat die gesamte Musik für den Film gemacht.
Karen Wong lernte Allie Light kennen, als sie beide der Writers’ Union beitraten und wurde auch die Associate Producerin des Films. Karen Wong war Mitarbeiterin der San Francisco Opera, engagierte sich als Mitglied einer leninistischen Organisation in San Francisco und als politische Aktivistin in der Politik. Sie wurde Ende Februar 1991 mit 38 Jahren kurz nach dem Interview vergewaltigt und erstochen, nachdem der Täter in ihre Wohnung in der 47th Avenue eingebrochen war.

## Rezeption
Durch den Rückgriff auf authentisches Bildmaterial wie Fotos, Heimvideos, Archivmaterial und durch nachgespielte Szenen entsteht „ein komplexes und bewegendes Porträt von Frauen, deren Geisteskrankheit mit inspirierender Energie und Kreativität einhergeht.“ (Frauenfilmfest 2013)
Dass der Film auf schockierende Bilder verzichtet, „(das wirklich Schockierende sind die Familiengeschichten und manche Schilderung aus der Psychiatrie), entspricht seiner Absicht, den verrückten Frauen den Wahn zuzugestehen und sie dennoch nicht in allen ihren Lebensäußerungen für unzurechnungsfähig zu erklären.“ Die Darstellung im Film versucht, „den verrückten Frauen ihre Würde zurückzugeben, die ihnen die in ihren Familienverhältnissen implodierten sozialen Normen genommen haben und die auch unter den Bedingungen der modernen Psychiatrie nicht immer geachtet wird.“ (Eva Hohenberger, Filmdienst)
Der Film zeigt die interviewten Frauen als in hohem Maße reflektierte Menschen, „die in keiner Weise, wie so oft in Filmen über »Irre«, von der Kamera noch einmal pathologisiert werden. Ausgesprochen beredt verdeutlichen sie den Zusammenhang zwischen familiärer und gesellschaftlicher Repression und weiblichem »Irrsinn«.“ Der Film dokumentiert „die erstaunliche Fassung, die nicht zugleich Resignation ist, und die analytische Kraft, mit der die Frauen die Stationen ihres »Irrewerdens«, bzw. ihres Irregemachtwerdens beschreiben.“(Annette Brauerhoch, Frauen und Film)

## Nominierungen und Auszeichnungen
Der Film wurde auf mehreren namhaften Filmfestivals gezeigt, wie etwa beim Sundance Film Festival, den Internationalen Filmfestspielen Berlin 1994, dem International Documentary Film Festival Amsterdam, dem Atlanta Film Festival, dem Sinking Creek Film Festival (heute Nashville Film Festival), und wurde mit mehreren Preisen ausgezeichnet:
- 1994: Media Award, Health and Science Communications Association (HeSCA)
- 1994: Special Jury Award, National Educational Film and Video, 1994[6]
- 1994: Freedom of Expression Award, Sundance Film Festival 1994
- 1994: Nominierung für den Großen Preis der Jury als Bester Dokumentarfilm
- 1995: News & Documentary Emmy Award für „Outstanding Interview Program“[6][14]
- Best of Festival, Sinking Creek Film Festival
- Grand Jury Award, Atlanta Film Festival[15]